# 刘崇乐
刘崇乐（1901年9月20日—1969年1月6日），字覺民，男，原籍福建福州，生于上海，中国昆虫学家，中国科学院动物研究所研究员，中国科学院云南分院副院长兼昆明动物研究所所长。长期从事生物学教学、生物防治、资源昆虫学和昆虫文献学研究。

## 生平
劉崇樂來自福州龍山劉氏家族，祖父劉齊銜，父劉遜補(原名學愷，榜名怡，字宣宽，號宣甫），劉崇樂為劉遜補第三子。
1926年毕业于清华学校生物学及化学专业，同年获美国康奈尔大学哲学博士学位。1955年选聘为中国科学院院士（学部委员）。